# 平原綾香 ミュージックガーデン
平原綾香 ミュージックガーデン（ひらはらあやか ミュージックガーデン）は2005年10月9日より2006年3月26日にかけてTBSラジオ・JRN系列にて放送されていた番組。平原綾香にとって初のAMラジオでパーソナリティーを担当した番組でもあった。

## 主なコーナー
- 老舗音泉

懐かしの曲をかけながら、平原がその想いを語る。
- ポップ・オブ・ザ・ワールド

地球儀を眺めながら、世界の洋楽を探究する。このコーナーのタイトルとジングルは、カーペンターズの楽曲「トップ・オブ・ザ・ワールド」より借用。
- Camp a-ya（キャンプ・アーヤ）

平原とリスナーとのコミュニケーションを図る。いわゆるお便りコーナー。
- 平原綾香・ディスコグラフィー（地方局のみ）

平原のアルバム収録曲（シングルカットされた曲を含む）を流す。

## ネット局
放送時刻はいずれも日本標準時
- TBSラジオ (日)19:00～20:00(「音泉」枠内)
- 北海道放送 (日)18:30～19:00
- 青森放送 (日)17:30～18:00
- 山形放送 (水)21:00～21:30
- 信越放送 (木)21:00～21:30
- 山梨放送 (日)21:30～22:00
- 北陸放送 (日)24:00～24:30
- 中部日本放送 (土)24:30～25:00
- 山陽放送 (日)21:30～22:00

| TBSラジオ ナイターオフの日曜19時台 | TBSラジオ ナイターオフの日曜19時台                      | TBSラジオ ナイターオフの日曜19時台                            |
| 前番組                             | 番組名                                                  | 次番組                                                        |
| ---------------------------------- | ------------------------------------------------------- | ------------------------------------------------------------- |
| 音泉 （2004.10.3 - 2005.3.27）     | 平原綾香 ミュージックガーデン （2005.10.2 - 2006.3.26） | ラジオワールド （2006.10.1 - 2007.3.25） - 土曜19時台から移動 |